# Twentieth Air Force
La Twentieth Air Force (Ventesima forza aerea, abbreviato in 20 AF) è una Numbered Air Force facente parte dell'Air Force Global Strike Command (AFGSC) dell'aeronautica militare statunitense. Il suo quartier generale si trova nella Francis E. Warren Air Force Base, in Wyoming. Compito principale della 20 AF è quello di mantenere operativi e pronti all'uso i missili balistici intercontinentali (ICBM, dall'inglese Intercontinental Ballistic Missile). Il comandante della 20 AF, essendo a capo anche della Task Force 214 posta alle dipendenze dell'United States Strategic Command provvede a mettere in allerta gli ICBM anche quando lo richiede quest'ultimo.
Creata il 4 aprile 1944 a Washington, allora parte delle United States Army Air Forces, la 20 AF venne dispiegata nel teatro del Pacifico della seconda guerra mondiale dove operò dei bombardamenti strategici sui territori dell'Impero giapponese dall'India britannica, dalla Cina e infine dalle Isole Marianne, continuando i voli fino alla resa giapponese avvenuta nell'agosto 1945. Una sua unità dipendente, il 509th Composite Group, effettuò i bombardamenti atomici di Hiroshima e Nagasaki.
Sciolta il 1º marzo 1955 dopo aver preso parte alla guerra di Corea, venne riattivata il 1º settembre 1991 quale componente dello Strategic Air Command sciolto nel 1992.

## Organizzazione
Attualmente, al maggio 2017, esso controlla:
- Quartier generale, Francis E. Warren Air Force Base, Wyoming
- 90th Missile Wing, Francis E. Warren Air Force Base, Wyoming
  - 319th Missile Squadron
  - 320th Missile Squadron
  - 321st Missile Squadron
- 91st Missile Wing, Minot Air Force Base, Dakota del Nord
  - 740th Missile Squadron
  - 741st Missile Squadron
  - 742d Missile Squadron
- 341st Missile Wing, Malmstrom Air Force Base, Montana
  - 10th Missile Squadron
  - 12th Missile Squadron
  - 490th Missile Squadron
- 582d Helicopter Group

## Storia

### Seconda guerra mondiale

#### Teatro Cina-Birmania-India

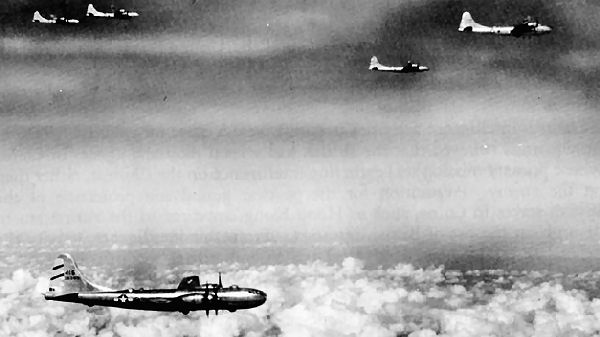
B-29 del 58th Bomb Wing in missione sui cieli di Rangoon, Birmania, nel 1944

Nell'aprile 1944 il Joint Chiefs of Staff (Stato maggiore congiunto) approvò ufficiosamente l'operazione Matterhorn per attaccare l'Impero giapponese dagli aeroporti in Cina.  L'operazione sarebbe stata condotta dalla nuova Twentieth Air Force che, rimanendo alle dipendenze dirette dello Stato maggiore congiunto, sarebbe stata guidata personalmente dal capo di stato maggiore dell'USAAF, il generale Henry H. Arnold. Dal punto di vista operativo le missioni sarebbero state effettuate dal 58th Bombardment Wing (Very Heavy) del XX Bomber Command con i suoi bombardieri strategici Boeing B-29. Mentre il comando della Twentieth Air Force rimase al Pentagono, il quartier generale del XX Bomber Command venne impiantato, al comando del generale Kenneth B. Wolfe, a Kharagpur, nell'India britannica, il 28 marzo 1944, dove il primo B-29 dello stormo atterrò il 2 aprile successivo. Oltre all'aeroporto di Kharagpur anche quelli di Chakulia, Piardoba e Dudkhundi vennero destinati a ospitare i B-29. Tutti si trovavano nel Bengala meridionale e non erano distanti dal porto di Calcutta. La prima missione dei B-29 del 58th Bomb Wing dall'India ebbe luogo il 5 giugno 1944, quando novantotto bombardieri attaccarono una struttura ferroviaria a Bangkok.
In Cina gli aerei del XX Bomber Command furono dispiegati nella zona di Chengdu tra gli aeroporti di Kwanghan, Kuinglai, Hsinching, e Pengshan. Essendo i mari attorno alla Cina dominio della marina imperiale giapponese, tutti i rifornimenti destinati al XX Bomber Command dovettero essere trasportati via aerea scavalcando la catena dell'Himalaya. Per la metà di giugno erano stati ammassati abbastanza rifornimenti da permettere un'incursione notturna contro gli impianti siderurgici di Yawata, nell'isola di Kyūshū. Benché l'obiettivo non venne centrato a causa delle contromisure adottate dai giapponesi (oscuramento della città e fumo artificiale), la stampa statunitense pubblicizzò il raid in quanto rappresentava il primo attacco all'arcipelago giapponese dai tempi del incursione aerea su Tokyo dell'aprile 1942.
Riguardo ad altri teatri, nella notte tra il 10 e l'11 agosto, cinquantasei B-29 attaccarono gli impianti petroliferi di Palembang, nell'isola di Sumatra, decollando dalle basi in Ceylon in quella che diventerà la più lunga incursione statunitense dell'intera guerra (diciannove ore di volo). Contemporaneamente, altri B-29 rilasciarono alcune mine nel fiume Moesi mentre altri ancora bombardarono Nagasaki. Benché audaci, questi attacchi soffrirono della carenza di una strategia di fondo e si rivelarono per la maggior parte delle delusioni. A limitare le operazioni statunitensi c'erano gli incidenti di volo, la carenza di rifornimenti e le nuove tattiche difensive adottate dal nemico. I dirigenti politico-militari statunitensi volevano una svolta nelle operazioni e per questo il generale Arnold sostituì il comandante della 20 AF, generaale Kenneth B. Wolfe, con il maggior generale Curtis LeMay, giunto in India il 29 agosto.
Alla fine del 1944 divenne evidente che il costo in termini di uomini e mezzi dei bombardamenti sul Giappone dalle basi in India e Cina era diventato esagerato. A dicembre il Joint Chiefs of Staff chiuse l'operazione Matterhorn e il 58th Bombardment Wing venne rilocato nel febbraio 1945 nelle nuove basi delle isole Marianne nell'Oceano Pacifico centrale. L'ultima missione dalla Cina venne effettuata il 15 gennaio 1945 contro alcuni obiettivi a Formosa.

#### Attacchi al Giappone dalle Marianne

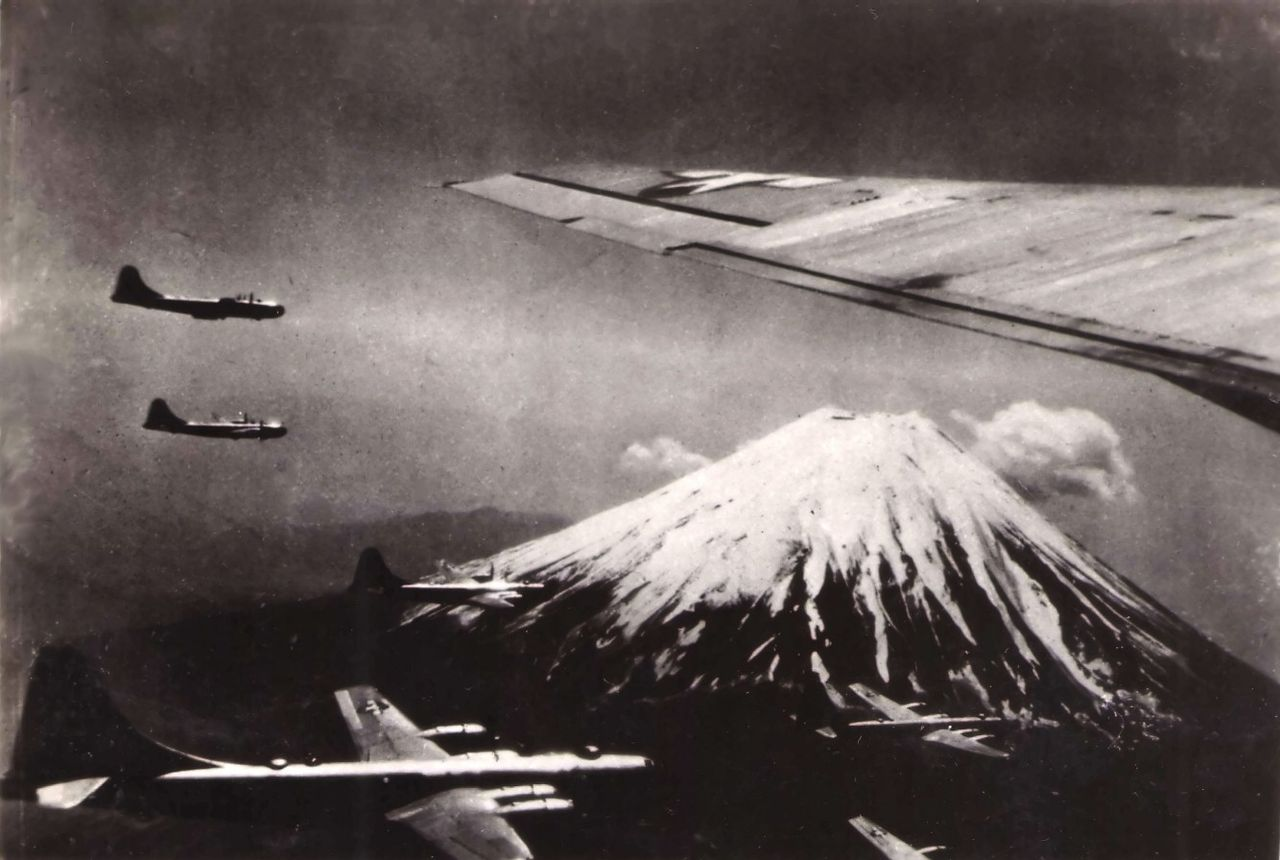
I B-29 del 73d Bombardment Wing in volo vicino al Fuji, nel 1945

Le isole Marianne, con le principali isole di Saipan, Tinian e Guam, erano considerate un ottimo trampolino di lancio per i bombardieri diretti in Giappone. Le operazioni con i B-29 furono prese in carico dal XXI Bomber Command, che fu altresì incaricato di distruggere l'industria aeronautica giapponese. Il primo B-29 arrivò a Saipan il 12 ottobre 1944 e per il 22 novembre erano presenti sull'isola oltre cento di questi bombardieri. Due giorni dopo, il 24 novembre, centoundici B-29 decollarono alla volta delle fabbriche Nakajima Hikōki vicino a Tokyo, ma una forte corrente a getto disperse la formazione e il bombardamento risultò inaccurato.
Deluso dai risultati, il generale LeMay inoltrò una nuova direttiva il 19 febbraio 1945 che imponeva come nuovo obiettivo le fabbriche in legno situate vicino alle più grandi aree industriali. Distruggendo queste industrie che formavano il nerbo dell'economia giapponese con gli spezzoni incendiari, LeMay sperava di infliggere un duro colpo al Sol Levante. La prima città a subire questa nuova tecnica fu Tokyo, nella notte tra il 9 e il 10 marzo: duecentosettantanove B-29 al comando del generale Thomas S. Power, scaricarono i loro ordigni sulla capitale giapponese causando distruzioni più gravi di quelle immaginate da LeMay; preceduti da speciali equipaggi incaricati di colpire con precise bombe illuminanti gli obiettivi, i bombardieri della forza principale mandarono in fiamme 16 km² di abitazioni e causarono la morte di 84 000 persone. Vennero persi quattordici B-29.

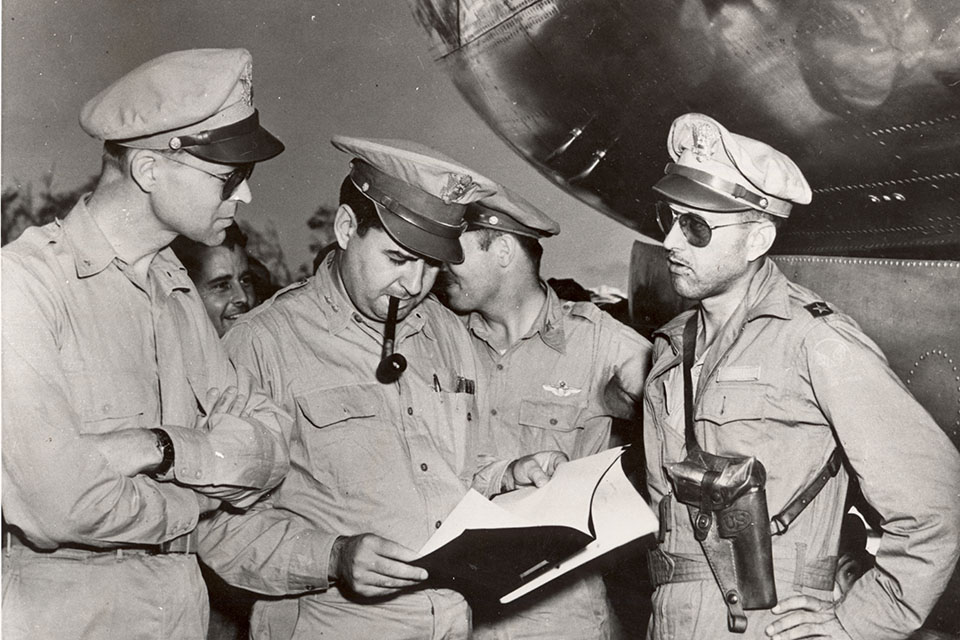
Il generale Curtis LeMay (a centro), esamina, insieme al generale Lauris Norstad e al generale Thomas S. Power, i rapporti dopo il devastante bombardamento di Tokyo della notte del 9/10 marzo 1945

Per la metà di giugno la sorte di Tokyo era stata condivisa da gran parte delle maggiori città del Giappone, e LeMay ordinò di passare a bombardare cinquantotto città più piccole. Praticamente senza incontrare la reazione della caccia nipponica, verso la metà di giugno i B-29 iniziarono a far precedere i loro bombardamenti da volantini che invitavano la popolazione civile ad abbandonare la zona che di li a poco sarebbe stata devastata dal fuoco. Alla fine del mese il gabinetto dell'Imperatore iniziò a considerare l'idea di negoziare una pace, anche se le forze armate erano determinate a combattere fino all'ultimo sangue.
Il 16 luglio, in previsione dell'invasione del Giappone, la 20 AF venne sottoposta alle dipendenze delle United States Strategic Air Forces in the Pacific (USASTAF), sotto il comando del generale Carl Andrew Spaatz, che gli assegnò il controllo dei B-29 stanziati nelle Marianne, mentre alla Eighth Air Force spettarono i B-29 operanti da Okinawa. Il XXI Bomber Command venne sciolto e i suoi stormi passarono alle dirette dipendenze della 20 AF.

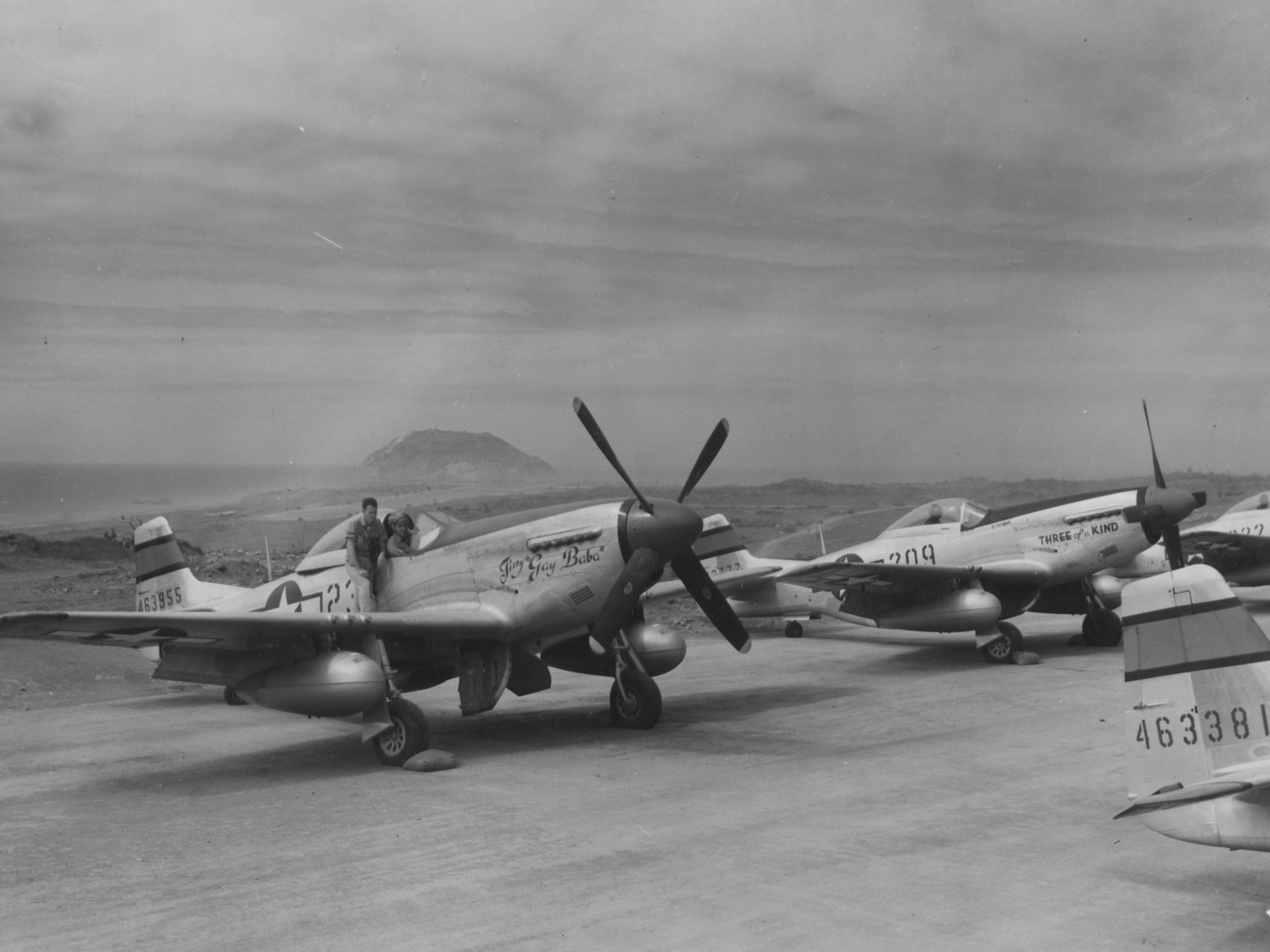
Caccia P-51D del 21st Fighter Group a Iwo Jima, nel 1945. Si noti il monte Suribachi sullo sfondo.

I bombardieri continuarono a colpire giorno e notte le città giapponesi con gli spezzoni incendiari fino alla fine della guerra. In particolare il 315th Bombardment Wing, attivò dalla metà di luglio, si concentrò sul demolire l'industria petrolifera nemica. Le scorte di caccia, pressoché inutili vista la scarsissima presenza di intercettori nemici, erano fornite dai P-51D Mustang del VII Fighter Command operanti da Iwo Jima. Tra le unità che in questo periodo gravitarono sotto la 20 AF vi fu anche il 509th Composite Group, sottoposto al 313th Bombardment Wing del XXI Bomber Command; l'unità fu responsabile dei bombardamenti atomici di Hiroshima e Nagasaki del 6 e 9 agosto 1945.

### Guerra di Corea
Quando il 25 giugno 1950 scoppiò la guerra di Corea, il generale Douglas MacArthur, comandante delle forze di occupazione statunitensi in Giappone, ordinò al generale George E. Stratemeyer, comandante della Far Eastern Air Force (FEAF) di attaccare dall'aria le forze nordcoreane tra la linea del fronte e il 38º parallelo. In quel momento gli unici aerei in grado di bombardare la Corea erano ventidue B-29 del 19th Bombardment Group di Andersen Field (Guam), a cui venne ordinato di spostarsi nella Kadena Air Base di Okinawa per iniziare le operazioni offensive, poi iniziate il 28 giugno.
L'altra componente maggiore della 20 AF, il 51st Fighter-Interceptor Wing, a settembre venne distaccato presso la Fifth Air Force in Giappone, da dove i suoi caccia P-82 Twin Mustang e P-80 Shooting Star decollarono per le missioni sui cieli della Corea. La Fifth Air Force ricevette anche alcuni RB-29 del 31st Strategic Reconnaissance Squadron (B-29 disarmati e dotati di serbatoi supplementari e apparati fotografici per la ricognizione).
Al termine delle ostilità nel 1953 la FEAF riorganizzò le proprie unità e così accadde per i reparti dipendenti dalla 20 AF: gli stormi da bombardamento passarono allo Strategic Air Command nel 1954, quelli da caccia alla Fifth Air Force nel 1955. La 20 AF venne infine sciolta il 1º marzo 1955.

### Dalla riattivazione a oggi

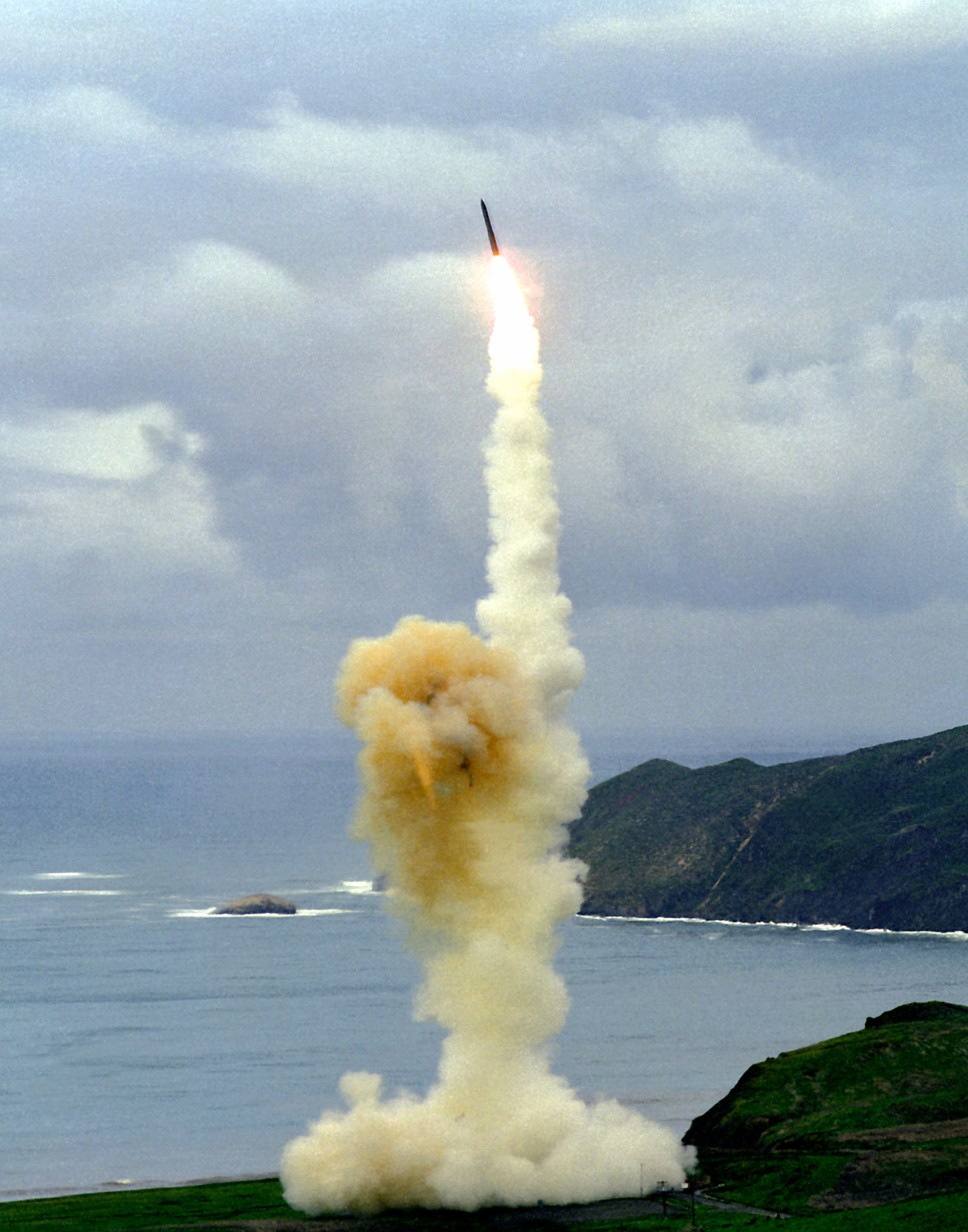
Un ICBM LGM-30 Minuteman III appena partito per un lancio di prova

La Twentieth Air Force venne riattivata all'interno dello Strategic Air Command il 1º settembre 1991 nella Vandenberg Air Force Base, in California. Il suo nuovo compito prevedeva (e prevede) la gestione di tutti gli ICBM lanciati dalla terraferma. Nella prima decade della sua nuova vita, la 20 AF è passata alle dipendenze di ben quattro Major Command: dopo un anno nello Strategic Air Command e un altro nell'Air Combat Command, si è spostata nel 1993 sotto l'Air Force Space Command, muovendosi infine nel dicembre 2009 nel nuovo Air Force Global Strike Command. Il quartier generale è stato trasferito nel 1993 nella Francis E. Warren Air Force Base in Wyoming. Agli inizi del 2014 la 20 AF controllava 450 ICBM LGM-30 Minuteman III.
Il comandante della 20 AF, essendo a capo anche della Task Force 214 posta alle dipendenze dell'United States Strategic Command (USSTRATCOM, il comando che controlla l'arsenale nucleare statunitense), provvede a mettere in allerta gli ICBM anche quando lo richiede quest'ultimo. Questa duale dipendenza gerarchica fa del quartier generale della 20 AF un unicum tra le altre Numbered Air Force.

## Riepiloghi

### Dipendenze gerarchiche
- United States Army Air Forces, 4 aprile 1944
  - aggregata alle United States Strategic Air Forces in the Pacific dal 16 luglio al 6 dicembre 1945
- Pacific Air Command (poi Far East Air Forces) dell'esercito statunitense dal 6 dicembre 1945 al 1º marzo 1955
- Strategic Air Command, 29 marzo 1991
- Air Combat Command, 1º giugno 1992
- Air Force Space Command, 1º luglio 1993
- Air Force Global Strike Command, 7 agosto 2009

### Unità dipendenti

#### Seconda guerra mondiale
- VII Fighter Command, 5 agosto 1945 – agosto 1946
- XX Bomber Command, 19 aprile 1944 – 18 luglio 1945
- XXI Bomber Command, 9 novembre 1944 – 18 luglio 1945. Dal 16 luglio la 20 AF assunse il comando diretto delle unità dipendenti dal XXI Bomber Command:
  - 58th Bombardment Wing, 29 giugno – 12 ottobre 1944 e 16 luglio - 15 novembre 1945;
  - 73d Bombardment Wing, 16 luglio 1945 – 13 marzo 1946;
  - 313th Bombardment Wing, 16 luglio 1945 – 13 marzo 1946;
  - 314th Bombardment Wing, 16 luglio 1945 – 15 maggio 1946;
  - 315th Bombardment Wing, 16 luglio 1945 – 30 maggio 1946
- 301st Fighter Wing, 21 maggio – 29 novembre 1945 (distaccato dal 21 maggio al 14 agosto 1945)
- 3d Photographic Reconnaissance Squadron

#### Con l'USAF
Stormi da bombardamento
- 19th Bombardment Wing, 17 agosto 1948 – 16 maggio 1949 e 17 ottobre 1949 – 11 giugno 1954 (distaccato dal 1º giugno 1953 al 28 maggio 1954)
- 98th Bombardment Wing, aggregato dal 18 giugno al 25 luglio 1954
- 307th Bombardment Wing, aggregato dal 18 giugno al 19 novembre 1954

Stormi da caccia
- 18th Fighter-Bomber Wing, 10 novembre 1954 – 31 gennaio 1955
- 23d Fighter Wing, 16 agosto 1948 – 25 aprile 1949
- 51st Fighter Wing, 16 maggio 1949 – 1º marzo 1955 (distaccato dal 25 settembre al 12 ottobre 1950)

Stormi missilistici
- 44th Missile Wing, 1º settembre 1991 – 5 luglio 1994
- 90th Missile Wing e relativi cambi di nome, 1º settembre 1991 – oggi
- 91st Missile Wing e relativi cambi di nome, 1º settembre 1991 – oggi
- 321st Missile Wing e relativi cambi di nome, 1º settembre 1991 – 2 luglio 1998
- 341st Missile Wing e relativi cambi di nome, 1º settembre 1991 – oggi
- 351st Missile Wing, 1º settembre 1991 – 31 luglio 1995

Altri stormi
- 310th Training and Test Wing, 1º settembre 1991 – 1º luglio 1993
- 374th Troop Carrier Wing, aggregato dal 17 agosto 1948 al 5 marzo 1949

### Sedi del quartier generale
- Washington, 4 aprile 1944
- Harmon Field, Guam, isole Marianne, luglio 1945
- Kadena Air Base, Okinawa, 16 maggio 1949 – 1º marzo 1955
- Vandenberg Air Force Base, California, 1º settembre 1991 – 1993
- Francis E. Warren Air Force Base, Wyoming, 1993 – oggi